# Lam Tshewang
Lam Tshewang  (1836 – 1883) foi um Desi Druk do Reino do Butão, reinou de 1881 a Maio de 1883. Foi antecedido no trono por Chogyal Zangpo, tendo-lhe seguido Gawa Zangpo.